# 多摩中央公園

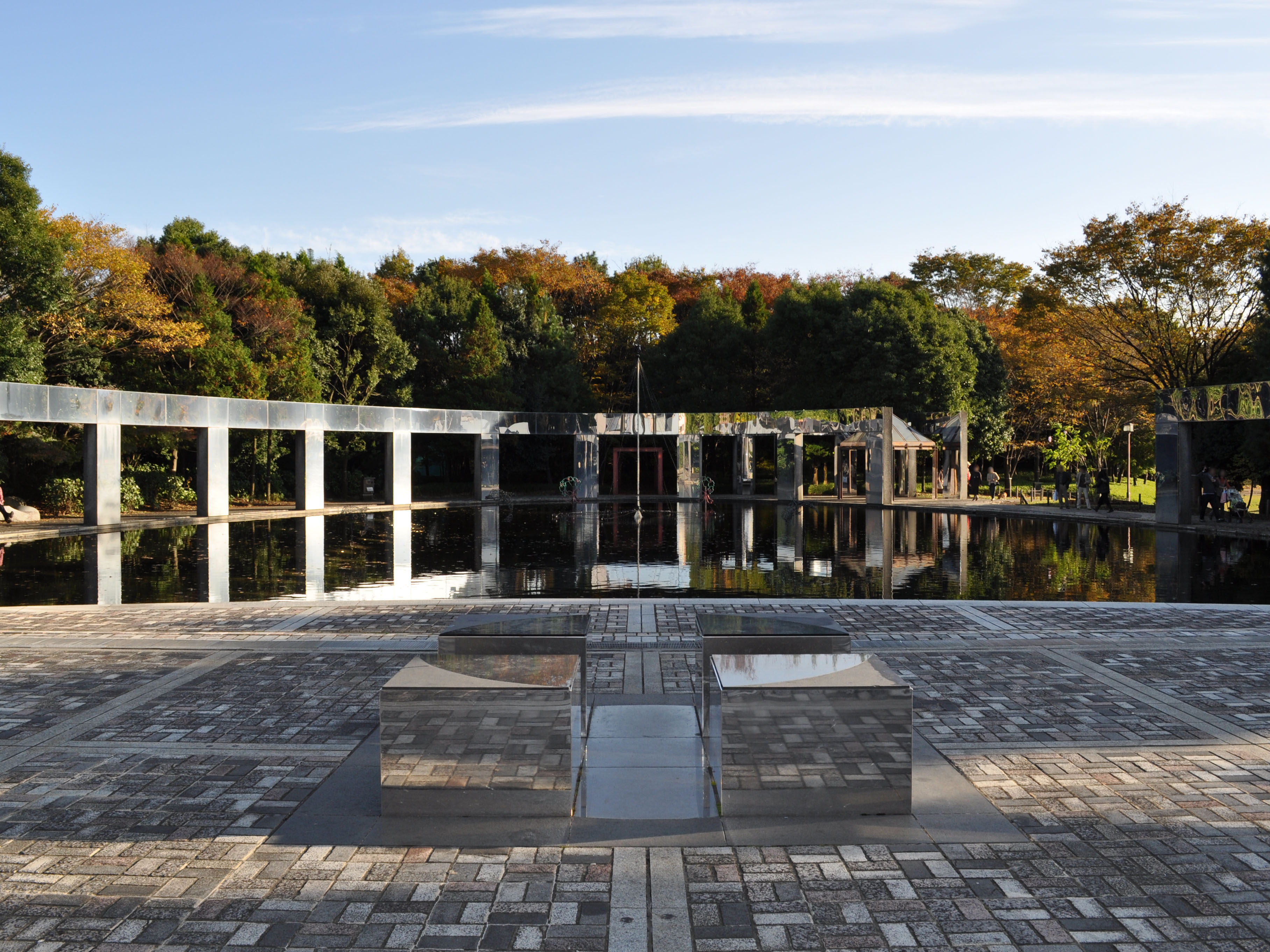
「きらめきの池」広場 (2009年11月)

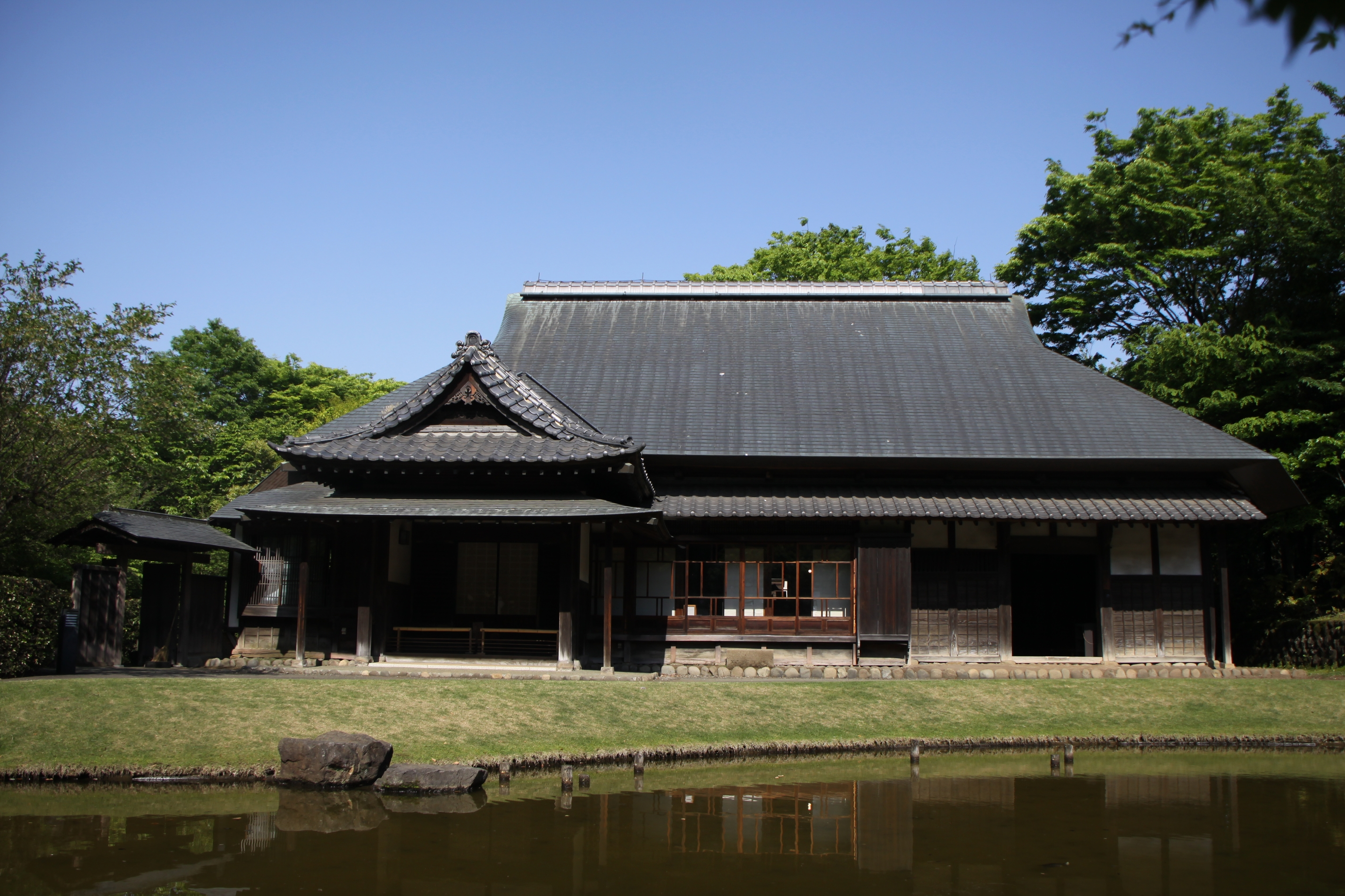
旧富澤家住宅

多摩中央公園（たまちゅうおうこうえん）は、東京都多摩市に位置する多摩市立の都市公園（総合公園）である。

## 概要
多摩ニュータウンの中心に位置する多摩センターにある、面積112,992.19平方メートルの広大な公園である。
同ニュータウンに設置されている都市公園は、マスタープランに基づき造園されており、規模や目的により「地区公園」「近隣公園」「街区公園」に分けられるが、中でもこの公園はニュータウンを代表する象徴となる「地区公園」である。約200箇所に存在する多摩市の公園の位置づけでは「パルテノン多摩」や「多摩市立中央図書館」「グリーンライブセンター」「旧富澤家古民家住宅」などの文化施設等を包含する総合公園に区分されている。
大きな池と芝生広場が特徴で、公園外周には「県木の道」と称する各都道府県の指定樹木を植栽した樹林道が施され、路程には石造の距離標柱が立てられているため一周1kmのジョギングコースとしても利用できる。周辺地区は、歩行者と車の通行を区分した歩車分離の街づくりとなっており、公園へのアクセスは歩行者専用道路を通じて行き来する。大池には非常用の貯水槽が具備され災害発生時に利用する。
多摩センター駅から来る場合は、パルテノン大通り（歩行者専用道路）の突き当たりにあるパルテノン多摩の中央部に組み込まれた大階段を登る。階段の上には「きらめきの池」広場があり、多摩センターの街並みが眺望できる。

## 付帯施設
1990年に連光寺1番地から復元移築された「旧富澤家古民家住宅」は当地域の名士で駿河今川氏の家臣であった富澤家の建物であり、日本庭園を併設している。
- グリーンライブセンター

花とみどりの相談を行っている。
- ピラミッドギャラリー

星の王子さまで登場するバオバブが植えられている。
- ロマンチックガーデン
- ライブホール

## アクセス
- 常時開園、入園料無料。
- 多摩センター駅南口より徒歩5分。
- 近隣に、多摩センター地区共同利用駐車場あり（有料）。

## 関連事項
- 東京都
  - 多摩市
  - 聖蹟桜ヶ丘